# 프리츠 알브레히트
프리츠 알브레히트(독일어: Fritz Albrecht: 1905년 12월 23일 – 1977년 4월 29일)는 독일의 군인 겸 정치가이다. 독일 국방군에서 대령, 독일 연방군에서 준장 계급까지 지냈다. 기사십자 철십자장 수훈자이다.

## 주요 이력
- 前 독일 국방부 외무차관보

## 학력
- 독일 육군사관학교 졸업(1925년)
- 미국 미주리 종합군사학원 졸업(1929년)
- 미국 버지니아 종합군사학원 졸업(1932년)
- 아르헨티나 육군군사참모대학교 졸업(1936년)
- 독일 합동련합지휘참모대학교 졸업(1941년)